# Joseph Whitworth
Joseph Whitworth   (Stockport, 21 de desembre de 1804 - Montecarlo, 22 de gener de 1887) va ser un enginyer i emprenedor anglès. Va ser el creador del rifle Whitworth. Del seu cognom és d'on prové la denominació de la Rosca Whitworth, un tipus de pas de rosca que va sistematitzar.
El 1841, va idear el sistema British Standard Whitworth, que va crear un estàndard acceptat per a rosques de caragol. Whitworth també va crear el rifle Whitworth, sovint anomenat "tirador" per la seva precisió, que es considera un dels primers exemples d'un rifle de franctirador.
Whitworth va ser nomenat baronet per la reina Victòria I del Regne Unit el 1869. A la seva mort el 1887, Whitworth va llegar gran part de la seva fortuna per a la gent de Manchester, amb la Whitworth Art Gallery i l'Hospital Christie finançats en part amb els diners de Whitworth. Whitworth Street i Whitworth Hall de Manchester reben el seu nom en el seu honor.
L'empresa de Whitworth es va fusionar amb la W.G. Armstrong & Mitchell Company per convertir-se en Armstrong Whitworth el 1897.